# Бугаївське газоконденсатне родовище
Бугаївське газоконденсатне родовище — дрібне родовище у Ізюмському районі Харківської області України, дещо менш ніж за сотню кілометрів від південно-східної околиці Харкова. Належить до Рябухинсько-Північно-Голубівського газоносного району Східного нафтогазоносного регіону України.

## Опис
Родовище відкрили 2018 року внаслідок спорудження компанією «Укргазвидобування» свердловини Максальська-39, при цьому первісно запаси родовища оцінили у 641 млн м3 газу та 26 тис. тонн конденсату (категорія С2 української класифікаційної системи).
Восени 2021-го оголосили, що унаслідок спорудження на Бугаївському родовищі нової розвідувальної свердловини запаси вдалось наростити на 400 млн м3, при цьому поклади вуглеводнів пов'язані із відкладами середнього карбону.
У році відкриття родовище введене у розробку.